# TQL Stadium
Het TQL Stadium is een voetbalstadion in de Amerikaanse stad Cincinnati (Ohio). Het is de thuisbasis van FC Cincinnati. Het stadion werd geopend in mei 2021 en biedt plaats aan 26.000 toeschouwers, waarvan 3.170 staanplaatsen.
Het stadion zou oorspronkelijk West End Stadium komen te heten, naar de wijk in de stad waarin het staat. Uiteindelijk werd de naam van het stadion verkocht aan een sponsor, Total Quality Logistics (TQL), een logistiekbedrijf uit Cincinnati.

## Interlands
| 1 | 12 november 2021  | Verenigde Staten – Mexico        | 2 – 0 | WK 2022 kwalificatie   | 26.000 |
| 2 | 1 juni 2022       | Verenigde Staten – Marokko       | 3 – 0 | Vriendschappelijk      | 19.512 |
| 3 | 9 juli 2023       | Guatemala – Jamaica              | 0 – 1 | CONCACAF Gold Cup 2023 | 24.979 |
| 4 | 9 juli 2023       | Verenigde Staten – Canada        | 2 – 2 | CONCACAF Gold Cup 2023 | 24.979 |
| 4 | 10 september 2024 | Verenigde Staten – Nieuw-Zeeland | 1 – 1 | Vriendschappelijk      | 15.711 |

| 1 | 21 september 2021 | Verenigde Staten – Paraguay    | 8 – 0 | Vriendschappelijk | 22.515 |
| 2 | 21 september 2023 | Verenigde Staten – Zuid-Afrika | 3 – 0 | Vriendschappelijk | 22.016 |